# Конституційна криза в Іспанії (2017—2018)
Іспанська конституційна криза 2017–2018 років, також відома як Каталонська криза — політичний конфлікт між урядом Іспанії та Женералітатом Каталонії під керівництвом колишнього президента Карлеса Пучдемона — урядом автономної спільноти Каталонії до 28 жовтня 2017 року — щодо питання незалежності Каталонії. Почалася після того, як уряд Іспанії під керівництвом прем'єр-міністра Маріано Рахоя скасував закон, що мав намір дозволити проведення референдуму про незалежність Каталонії в 2017 році, а згодом його дію призупинив Конституційний суд, поки той не винесе рішення з цього питання.  Деякі міжнародні ЗМІ описали ці події як «одну з найгірших політичних криз у сучасній історії Іспанії».
Уряд Пучдемона оголосив, що ані центральна влада Іспанії, ані суди не зупиняться у своїх планах і що він все одно збирається провести голосування, викликаючи цим негативну правову реакцію, яка швидко поширилася від урядів Іспанії та Каталонії до муніципалітетів Каталонії — оскільки місцевих мерів Женералітат спонукав надати матеріально-технічну підтримку та допомогу у проведенні виборчого процесу — а також до Конституційного суду, Високого суду Каталонії та прокурорів держави. До 15 вересня, коли партії, які виступають за незалежність Каталонії, розпочали свої кампанії за референдум, уряд Іспанії розпочав усеосяжний правовий наступ з метою перешкодити майбутньому голосуванню, включно з погрозами фінансового захоплення значної частини бюджету Каталонії, а також поліційними вилученнями плакатів, памфлетів і листівок прихильників референдуму, які вважалися незаконними, а проти понад 700 місцевих мерів, які публічно погодилися допомогти в організації референдуму, були розпочаті кримінальні розслідування.  Напруженість між двома сторонами досягла критичної точки після того, як 20 вересня, на початку операції «Анубіс», іспанська поліція провела обшук у штаб-квартирі каталонського уряду в Барселоні та заарештувала чотирнадцять каталонських високопосадовців. Це вилилося у протести біля департаменту економіки Каталонії, в результаті яких службовці Цивільної гвардії годинами залишалися заблокованими всередині будівлі, а кілька транспортних засобів було розгромлено. Зрештою референдум було проведено, хоча й без дотримання мінімальних стандартів для виборів, на тлі низької явки та розгону силами поліції, що обернулося сотнями поранених. Також МВС Іспанії повідомило, що дістали пошкодження у вигляді синців або навіть укусів аж до 431 правоохоронця.
10 жовтня Пучдемон під час виступу в парламенті Каталонії якось неоднозначно оголосив і призупинив незалежність, стверджуючи, що його крок спрямовано на початок переговорів з Іспанією.  Іспанський уряд вимагав від Пучдемона уточнити, чи проголосив він незалежність чи ні, на що не одержав чіткої відповіді.  Наступна вимога зіткнулася з прихованою погрозою Женералітату скасувати призупинення дії декларації про незалежність, якщо Іспанія «продовжить репресії». Погроза була відповіддю на ув'язнення керівників Каталонської національної асамблеї (ANC) і Òmnium Cultural, які виступають за незалежність, звинувачених Національним судом у крамолі через причетність до подій 20 вересня.   21 жовтня прем'єр-міністр Рахой оголосив, що буде задіяно статтю 155 Конституції Іспанії, що призведе після схвалення Сенатом до прямого правління Каталонією з боку уряду Іспанії.
27 жовтня парламент Каталонії в ході таємного голосування проголосував за одностороннє проголошення незалежності від Іспанії, причому більшість депутатів від опозиції бойкотували голосування, визнане незаконним через порушення рішень Конституційного суду Іспанії, про що попереджали юристи парламенту Каталонії. У результаті наступного дня уряд Іспанії послався на Конституцію, щоб усунути регіональну владу та запровадити пряме правління, а регіональні вибори для обрання нового парламенту Каталонії згодом були призначені на 21 грудня 2017 року. Пучдемон і частина його кабінету після того, як їх усунули, втекли в Бельгію, оскільки генеральний прокурор Іспанії висунув проти них звинувачення у крамолі, повстанні та зловживанні державними коштами.